# Електромиографија
Електромиографија (EMG), миографија (MG) је инвазивна електрофизиолошка дијагностичка метода снимања електричних потенцијала мишића кратким увођењем у испитивани мишић танке игле - електроде. 
У зависности од симптома и врсте болести, електромиографијом се испитује већи или мањи број мишића у опуштеном (релаксираном) стању и након грчења (контракције). Електромиографија је контраиндикована код тежих поремећаја згрушавања крви, јер у ретким случајевима због убода игле може настати мањи крвни подлив (хематом). Мерење спроводљивости и брзина спровођења живаца (ENG) најчешће се изводи заједно са (EMG) и ако се то чини заједно.

## Историја
Почетак истраживања на тему електричне активности мишића започео је 1868. године Ерб, који је изазвао електричне реакције потпуно денервисаног мишића. Ови резултати у том моменту нису били значајни за клиничку праксу. 
Адриан и Бронк 1929. године увели су у примену концентричну иглену електроду, која је омогућила технику истраживања функције појединих моторних јединица и њиховог броја при вољним контракцијама мишића. 
Године 1938. Denny-Brown и Pennybacker објавили су студију Fibrillation and fasciculation in voluntary muscle (Brain, Oxford, 1938) у којој су приказали спонтану активности делимично или потпуно денервисаног мишића. 
Buchthal i Clemmesen (1941) започели су са применом нове технике за испитивање неурогене мускуларне атрофије и лезије периферних нерава, и тиме започели ново поглавље у примени електрофизиолошким методама - клиничке електромиографије. 
Године 1947. Кугелберг је увео нову методу којом се могу распознати морфолошке разлике у акционим потенцијалима моторних јединица код мишићних поремећаја. Од тог времена, електромиографија постаје метода за разликовање неурогене од миогене болести. 
Године 1956. Симпсон је увео нову методу мерења моторне брзине провођења периферних нерава код неуропатије, коју је потом 1958. године Gilliat Sears применио на сензорне нерве. 
Званичним почетком клиничке електромиографије сматра се рад Buchthal-a и Clemmensen-a. Међутим, на даљи све интензивни развој ове дисциплине настао је пред крај 20. и почетком 21. века захваљујући напредовању рачунарске технике и метода обраде података. 

## Принцип рада и значај
Електромиографија (EMG) у клиничком смислу је регистрација електричне активности у мишићу. У медицини се примењују различите методе како би се добила информација о континуитету, односно непостојању континуитета у тзв. моторној (покретачкој) јединици, коју чине ћелија у предњем рогу кичмене мождине, моторног аксона или неурита, моторне плочице и мишићних влакана које инервише тај аксон.
Електромиографија нам омогућава да објаснимо слабост мишића која је настала због поремећаја у раду живца или мишића и приказује;
- Степен оштећења моторике живца.
- Ток реинервације, и успешност лечења.
- Место (локализација )оштећења живца.
- Висина (сегмент), на којој је оштећење настало.
- Да ли се оштећење погоршава или побољшава у току даљег развоја основне болести.

У здравом и опуштеном (релаксираном) мишићу влада електрични мир, односно нема никаквих биоелектричних потенцијала. Објективни доказ постојања оштећења живца (денервације) је појаве посебних електричних потенцијала у релаксираном мишићу. Њихова појава може се очекивати већ пети дан након оштећења живца, а најчешће се региструје у другој до трећој недељи.
Промене у електромиографској кривуљи при вољном стезању (контракцији) мишића различите су при оштећењу периферног живца мишића и директно је пропорционалне са степеном оштећења. Електромиографија (EMG) меримо и брзину спровођења електричних импулса у погођеним сегментима који се дегенерацијом мењају, али је она првих дана након оштећења живца обично нормална. Ако је оштећење живца само делимично, као што је то најчешће након оштећења живца због дискус херније, брзина спровођења је нормална. 
Електромиографија (EMG) је само помоћна дијагностичка метода, али су њеном применом добијају врло важни подаци. Електромиографија је изузетно корисна у оним ситуацијама када дијагностичар није сигурни у природу болести, нарочито ако ако се ради о тумору унутар омотача кичмене мождине или о притиску на корен живца због дискус хераније. Електромиографија (EMG) се мора више пута поновити да бисмо добили одговор о току болести, а нарочито да бисмо видели какве су прогнозе за оздрављење. Електромиографијом (EMG) у ствари ми откривамо дотадашњи успех или неуспех примењене терапије, понекад и много пре него што то покажу остали, симптоми и знаци.

## Једноканални електромиограф
Једноканални електромиограф је уређај за регистровање биопотенцијала мишића, њихових акционих напона који се добијају као резултат контракција мишића. Једноканални електромиограф је најједноставнији.

### Основни делови:
- Степен за избор електрода
- Предпојачавач
- Појачавач напона
- Излазни степен
- Писач

Иза степена за избор електрода се поставља појачавачки систем који и по снази и по амплитуди напона појачава слаб акциони напон мишића до нивоа довољног за погон писача или осцилоскопа.
Појачавачки систем се састоји од предпојачавача ( диференцијални ), појачавача амплитуде напона и излазни степен ( појачавач снаге). Диференцијални појачавач је најзначајнији јер одређује битне к-ке: фактор шума, осетљивост на сметње, фактор потискивања заједничког сигнала. Повезивање електрода са појачавачем се остварује коаксијалним кабловима због смањења паразитних електромагнетних поља и особина еластичности.
Улазни инструметациони појачавач мора да има што већу улазну отпорност ( 250 МΩ ), да би се повећао фактор потискивања сигнала средње вредности, што вишу горњу граничну фреквенцију и што нижу доњу.
Битан параметар појачавача је време смиривања излазног сигнала, зависи од временске константе RC и треба да је што краће. Обавезна је аутоматска регулација осетљивости и ширина опсега f да би спречили да активне компоненте раде у засићењу.
Анализаторска електрода је игличасто коаксијалног типа. Предпојачавач је диференцијални са FET транзисторима. Коаксијалним каблом се преноси сигнал и то унутрашњим проводником, а спољашњим се штити од сметњи. Излазни степен катодног осцилоскопа је крајњи појачавач и служи за добијање потребног нивоа излазног напона којим се помера електронски млаз по вертикали. За грубо регулисање нивоа излазног напона се користи преклопник ослабљивач са више регулационих подручја. За добијање нивоа сигнала за померање електронског млаза по хоризонтали користи се излазни степен који је иза генератора временске базе – обезбеђује равномерно кретање млаза.
Акустична контрола ЕМГ сигнала служи за проверу групе мишићних влакана и свака група има свој карактеристични. звук. Потребно је излазним степеном појачати сигнал до нивоа побуде звучника.
Електрода за стимулацију се забоде у одређено влакно мишићне групе. Реакција се прати на показивачима ЕМГ-а и мери помоћу облика акционог потенцијала. АП у овом случају представља одзив на намерно изазвану побуду. Трајно забележени АП се касније користи за успостављање дијагнозе.

## Примена и индикације
Типична примена електромиографије сигнала је у ствари одговор на питање „шта раде мишићи“ и омогућава директан увид у стање мишића, односно:
- Омогућава мерење перформанси мишића.
- Помаже у одлукама пре и после хируршких захвата.
- Даје документован третман и режим тренирања.
- Помаже пацијентима да идентификују и тренирају своје мишиће по принципу повратне спреге.
- Даје анализе у циљу побољшања спортских активности.
- Детектује одговор мишића на ергономска испитивања.

#### Болести периферног нервног система
- Хередитарне неуропатије
- Полинеуропатије различите етиологије.
- Радикулопатије цервикалне (вратне) и лумбалне (слабинске) кичме).
- Компресивне мононеуропатије.
- Миопатије различите етиологије.
- Аутоимуне болести.
- Болести моторног неурона

#### Тест неуромишићне трансмисије
се примењује код болесника са миастенијом гравис, миастеничним синдромом и код слабости проксималних група мишића. Ради се код: 
- Пазушног нерва (н. аксилариса) када се испитује делтоидни мишић.
- Личног живца када се испитује носна мускулатура.

## Техника извођења
- Електромиографско (EMG)- снимање обавља лекар специјалиста неуролог (неурофизиолог) уз помоћ асистента (медицинског техничара). Метални диск једне електроде причвршћује се на одређено место, а врло танка игла друге електроде забада се у мишић који желимо да испитамо, што омогућава регистрацију електричне активности између та два места). Најчешће се користи коаксијална игласта електрода која омогућује испитивање моторне јединице. Електрода је повезана са електромиографом, апаратом који је, у ствари, диференцијално појачало опремљено катодном цеви (осцилоскопом) за визуелни приказ откривених и појачаних електричних потенцијала, и звучну манифестацију истих преко звучника тог истог апарата.[4]
- Електроде се пре употребе стерилишу у аутоклаву на 120 °C на притиску паре од 1,2 bara.
- Након постављања електрода, од пацијента може бити затражено да покреће мишиће (на пример, да савије руку). Присуство, величина и облик таласа - акционог потенцијала - проказана на осцилоскопу даје информације о способности мишића да реагује након стимулације мишића и живаца.[9]
- У зависно од болести и броју испитиваних мишића и живаца, снимање може трајати и до два часа (у просеку 30-90 мин), и немогуће је предвидети време трајања снимања што треба имати у виду код тежих болесника.
- Не постоји посебан облик припреме, изузев што се пацијенту саветује да не користи било које креме или лосионе на дан теста, а једини услов за успешно обављање снимање је пуна сарадња болесника.
- Пацијент на преглед не сме да дође гладан и а пре прегледа обавезно узима своју редовну терапију. Једино у случају миастеније у трудноћи болесница која користи терапију Местиноном®, исту треба да обустави 12 часова пре прегледа.
- Након извршеног снимања лекар описује врсту, проширеност и тежину неуромускуларног поремећаја, или исти искључује, а према потреби предлаже мере за даљу обраду и лечење пацијента.[8]

##### Компликације у току
- Крварења (минимална) из коже и у мишићу
- Инфекција нестерилним електродама (минималан ризик)
- Остало: повреда, из мишића, након (EMG) може изазвати лажне резултате на тестовима крви (као што је увећање креатин киназа), биопсији мишића, или у другим тестовима.[10]